# Hoenia sinensis
Hoenia sinensis là một loài bướm đêm trong họ Crambidae.